# Артистка з Грибова
«Артистка з Грибова» (рос. «Артистка из Грибова») — радянський художній фільм 1988 року режисера  Леоніда Квініхідзе.

## Сюжет
Головна героїня Галина Кадетова (Ірина Муравйова) — немолода актриса. Творча кар'єра провінціалки, що приїхала в столицю, одного разу успішно розпочавшись, наближається до закінчення. Амбіції Галини реалізуються в радіопостановках і дитячому театрі — великі ролі їй не довіряють. В особистому житті теж не все склалося. Галина розлучена і зустрічається з Олександром Гололобовим, який сумнівається — чи потрібний йому цей зв'язок.
Посварившись з режисером, Галина піддається несподіваному пориву. Вона вирішує кинути міське життя і приїхати на малу батьківщину — в містечко Грибов. Тут живуть мати, рідні та близькі, які знають її як відому московську актрису. Галина вирішує залишитися тут і влаштуватися в трупу обласного театру.

## У ролях
- Ірина Муравйова —  Галина Кадєтова
- Сергій Шакуров —  Шура Гололобов
- Михайло Пуговкін —  Георгій Терентійович Гололобов
- Михайло Філіппов —  Груздєв
- Валентин Смирнитський —  Артамонов
- Олена Соловей —  Інна
- Олександр Панкратов-Чорний —  Тулін, кінорежисер
- Михайло Кокшенов —  водій КАМАЗа
- Ігор Ясулович —  Мартиненко, режисер провінційного театру
- Маріанна Стриженова —  Ніна Олександрівна, мати Галини
- Надія Євдокимова —  Надя
- Людмила Гаврилова —  сестра Галини
- Віктор Зозулін —  Віталій
- Галина Самохіна - епізод

## Знімальна група
- Автор сценарію:  Еміль Брагинський
- Режисер:  Леонід Квініхідзе
- Оператор:  Євген Гуслинський
- Композитор:  Олександр Зацепін
- Художник:  Наталія Мєшкова
- Виконавиця пісні: Тетяна Анциферова («Ну, чим вона краще»)